# 洛拉霉素
洛拉霉素（英語：Lolamicin），化学式为C24H20N4O，是一种实验性抗生素。它可以在不显著影响肠道菌群的情况下杀死革兰氏阴性菌。它首次由Paul Hergenrother的团队于2024年报道。
在细菌感染的小鼠实验中，它被发现对大腸桿菌、肺炎克雷伯氏菌和阴沟肠杆菌特别有效。